# Stora barriärrevet

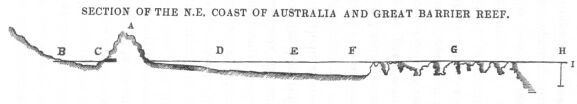
Profil av Stora barriärrevet.

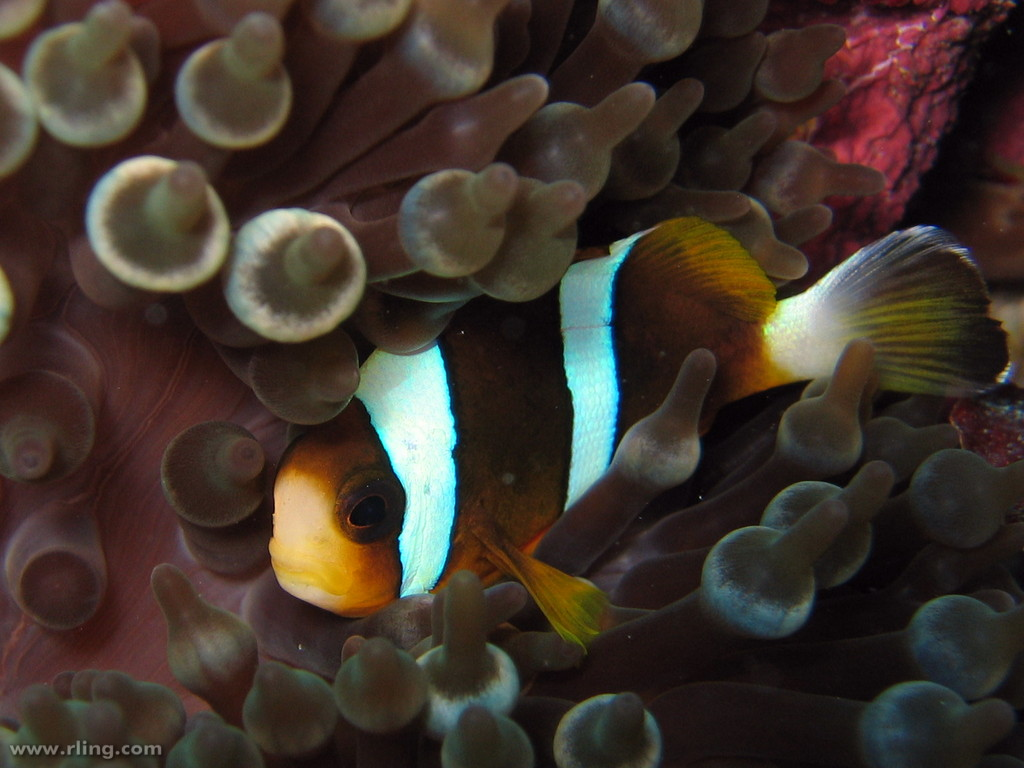
Clownfisk.

Stora barriärrevet är världens största system av korallrev. Det består av över 2 900 individuella rev och 900 öar. Stora barriärrevet sträcker sig cirka 2 600 kilometer och täcker en yta på cirka 344 400 kvadratkilometer.
Havsområdet ligger i delstaten Queensland, i den nordöstra delen av landet, 1 900 km norr om Australiens huvudstad Canberra.
Stora barriärrevet är den största strukturen som byggts av levande organismer och kan ses från rymden. Revet består av, och är uppbyggt av, miljarder små organismer, så kallade korallpolyper. Stora barriärrevet försörjer en omfattande mängd liv och utsågs som Världsarv år 1981. Queenslands fornminnes- och naturvårdsorganisation har valt ut det som Queenslands delstatsikon.
En stor del av revet har fått skydd genom bildandet av Stora barriärrevets marina skyddsområde, vilket hjälper till att förhindra skador från människor, såsom överfiske och turism. Andra miljöprövningar på revet och dess ekosystem inkluderar försämrad vattenkvalitet på grund av att jordmassor spolas ut över revet, klimatförändring åtföljt av korallblekning och cykliska utbrott av en överpopulation av sjöstjärnan Acanthaster planci.
Stora barriärrevet har länge varit känt och använt av aboriginer och torressundöbor och är en viktig del av lokala etniska gruppers kultur och andlighet. Revet är en populär turistattraktion, speciellt Whitsundayöarna och Cairns-regionen. Turism är väldigt viktigt för regionens ekonomi och turisterna genererar en miljard australiska dollar per år.

## Kännetecken
Stora barriärrevet ligger utanför Australiens östra kust i Stilla havet. Trots sitt namn består Stora barriärrevet egentligen av tusentals mindre, individuella rev som ligger på ett avstånd av mellan 10 och 200 kilometer från kusten. I norr och söder ligger reven mer sammanhängande än i mitten. Det finns också många både små och stora öar närmare stranden med rev runt omkring. På kustsidan av det som brukar anses som "huvudrevet" är det sällan mer än 100 meter djupt. Detta område, vattnet mellan huvudrevet och stranden, kallas för Stora barriärrevslagunen. Bottnen här är på många ställen täckt av ett tunt lager slam, eftersom den skyddas mot kraftiga vågor av reven längre ut. På havssidan är det betydligt djupare och mer utsatt för nedbrytning av vågor och stormar. Men också tillväxten av koraller är större här.

## Historia
Stora barriärrevet började byggas upp för cirka 18 miljoner år sedan. Det översta lagret, som de levande korallerna finns på idag, uppskattas vara cirka 8.000 år gammalt. Under årens lopp har havsnivån varierat, vilket har lett till bildandet av atoller. Människor, Australiens urinvånare aboriginer och torressundöbor, kan ha bott på öarna i området i 40 000 år. James Cook var den första europeiska upptäcktsresande som såg Stora barriärrevet. Han upptäckte det när han gick på grund där den 11 juni 1770 med barken HMB Endeavour. År 1981 upptogs Stora barriärrevet på Unescos världsarvslista.

## Ekologi

En mängd färgglada koraller på Flynn Reef nära Cairns.

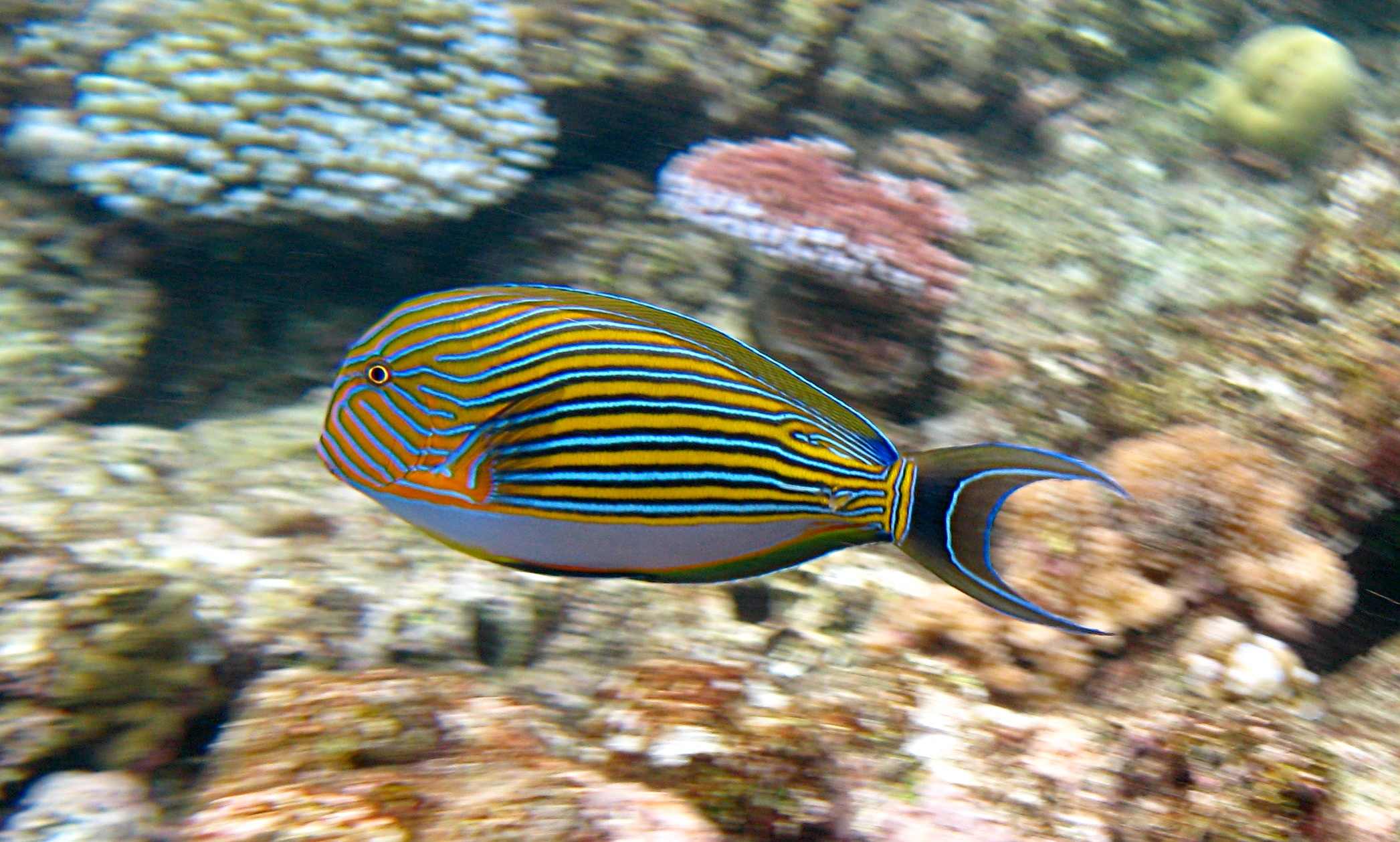
En randig kirurgfisk bland korallerna på Flynn-revet.

Det Stora barriärrevet försörjer en mångfald av liv, däribland många sårbara eller utrotningshotade arter, av vilka vissa kan vara endemiska i revet. Trettio arter av valar, delfiner, och tumlare har registrerats i Stora barriärrevet, bland annat dvärg vikval, deltadelfin, och knölval. Det finns även stora populationer av dugong som lever där. Sex arter av havssköldpaddor kommer till revet för att föröka sig: grön havssköldpadda, havslädersköldpadda, karettsköldpadda, oäkta karettsköldpadda, Natator depressus och sydlig bastardsköldpadda.
Cirka 1 625 fiskarter finns på revet, inklusive clownfiskar, flera arter av Lutjanidae och leopardgrouper.  Fyrtionio arter av kantnålsfiskar och nio arter av sjöhästar har dokumenterats. Det finns minst 330 arter av sjöpungar på revformationen med en diameter på 1 millimeter–10 centimeter. Mellan 300 och 500 arter av mossdjur lever på revet. Fyra hundra korallarter, både stenkoraller och läderkoraller finns på revet. Fem hundra arter av marina alger eller tång lever på revet, däribland tretton arter av släktet Halimeda, som avlagrar kalkhögar som blir upp till 100 meter breda. På deras yta skapas mini-ekosystem som har jämförts med regnskogar.

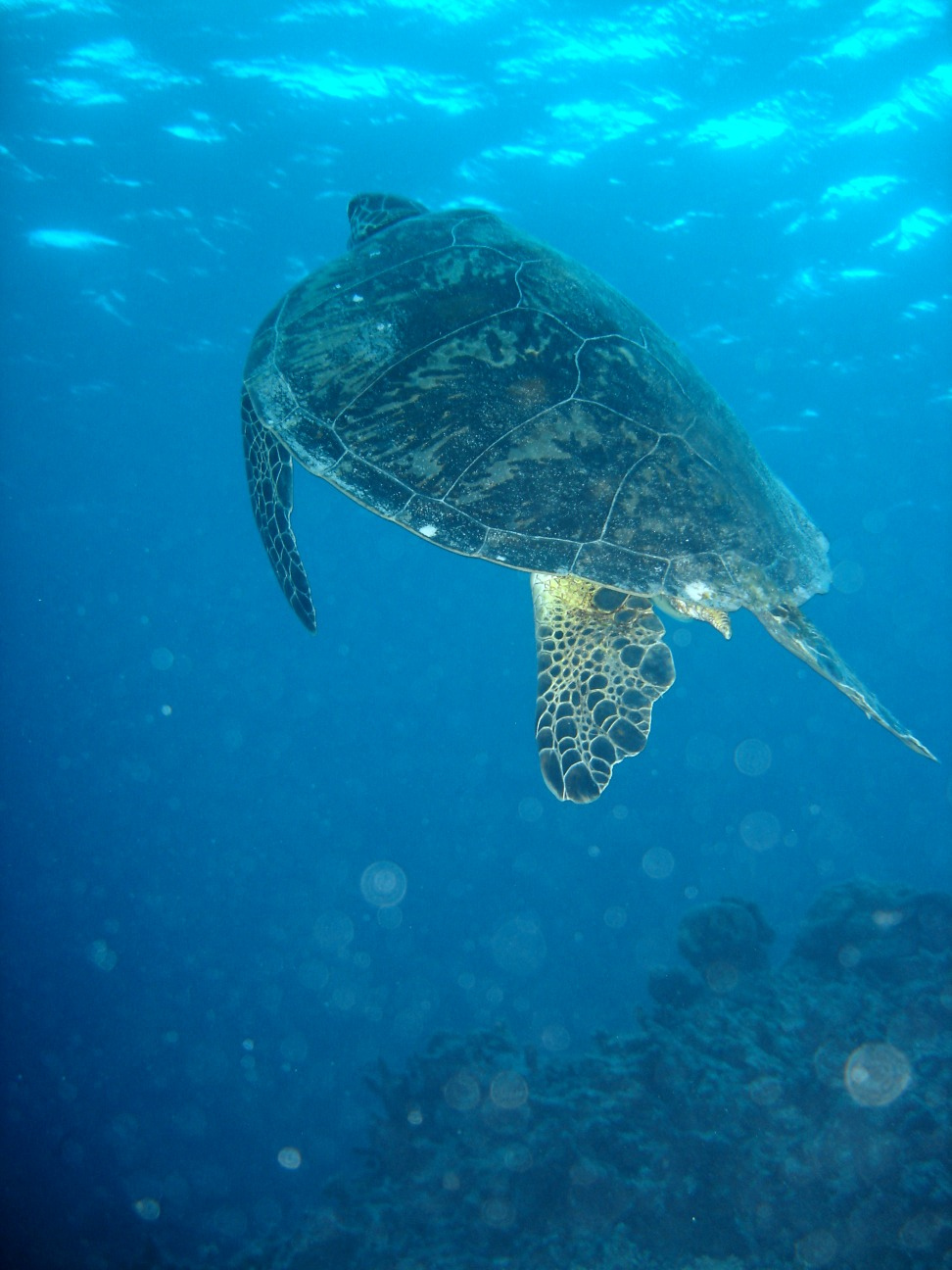
Grön havssköldpadda på Stora barriärrevet.

Femton arter av sjögräs lockar till sig dugonger och sköldpaddor, och fungerar som livsmiljö för fiskar. De vanligaste släktena av sjögräs är Halophila och Halodule, samt arten Zostera capricorni.
Nära 5 000 arter av blötdjur har dokumenterats på revet, inklusive Tridacna gigas (jättemussla) och olika nakensnäckor och arter av släktet Conus. Minst sju arter grodor finns på öarna.
Saltvattenkrokodiler lever i områden med mangrove och i saltträsk vid kusten nära revet. Häckning har inte rapporterats och saltvattenkrokodils-populationen tycks främst bestå av individer på besök. Sjutton arter av havsorm lever i Stora barriärrevets varma vatten, på upp till 50 meters djup. Ormarna är vanligare i den södra än i norra delen. Ingen av ormarna i Stora barriärrevet är endemiska och de är inte heller hotade.
Det finns 215 arter av fåglar (inklusive 22 arter av sjöfåglar och 32 arter av vadare) som besöker revet, bygger reden eller besöker hönshus på öarna, inklusive vitbukig fiskörn och rosentärna. De flesta fåglarna håller till på öar i de norra och södra regioner av det Stora barriärrevet, mellan 1,4 och 1,7 miljoner fåglar använder området vid häckningen.
På öarna i Stora barriärrevet finns även 2 195 kända växtarter, av vilka tre är endemiska. Den norra öarna har 300–350 växtarter som tenderar att vara skogslika, medan de södra öarna har 200 som tenderar att vara örtartade. Whitsunday-regionen är den mest skiftande och där finns 1 141 arter. Växterna breder ut sig med hjälp av områdets fåglar.

## Hot mot Stora barriärrevet
Turismen i Stora barriärrevet ökade märkbart under 1980- och 1990-talen, vilket ledde till förslitningar på reven på en del håll. Sedan skadorna upptäckts har detta dock på många sätt reglerats och vissa områden har blivit helt skyddade.
Ett annat hot mot korallreven är så kallad korallblekning, vilket innebär att korallerna blir vita och att djuren inuti dem dör. Det kan bero på den globala uppvärmningen, men troligen finns det även andra bidragande orsaker, såsom att korallerna utsatts för ovanligt hög ljusintensitet, vilket kan påverka; mer forskning i ämnet behövs. År 1997-98 drabbades Stora barriärrevet liksom många andra korallrev världen över av en ovanligt omfattande korallblekning. Värst drabbade var reven närmast kusten. Även 2002 och 2006 inträffade märkbara korallblekningar, särskilt i de södra delarna. Australian Institute of Marine Science gör årliga undersökningar av statusen och rapporten för 2022 visade den största återhämtningen av Stora barriärrevet på 36 år. Det beror huvudsakligen på återväxt på 2/3 av revet av den snabbväxande Acropora-korallen som är den dominerande korallen på revet. Olika koraller är olika känsliga för korallblekning; vissa arter har god resistens och återhämtar sig snabbt när förhållande återigen blir bättre, medan andra arter återhämtar sig betydligt långsammare. Massförökningar av sjöstjärnan Kristi törnekrona har också förekommit, till exempel år 2000, men det råder viss osäkerthet angående om detta hör till korallrevets naturliga ekologi, eller om det beror på någon störning i ekosystemet.

### Utsläpp
Ett av de större hoten mot Stora barriärrevet är föroreningar och försämrad vattenkvalitet. Kvalitén på vattnet har försämrats de senaste åren. Floderna i nordöstra Australien förorenar revet då sediment, kemikalier och näringsämnen, såsom kväve och fosfor, förs ut från inlandet med floderna ut till revet. Över 90 procent av näringsämnena som når revet från avrinningar kommer från jordbruk i området. Detta förvärras av att våtmarker och andra naturliga filter har förlorats. Den försämrade vattenkvalitén leder till ökad algblomning, en uppbyggnad av gifter i sedimenten och djuren, minskat ljus och kvävning av korallerna.
I mitten av april 2010 grep australisk polis kaptenen och ytterligare ett befäl från det kinesiska lastfartyget Shen Neng 1, som gick på grund den 3 april och skadade ett rev. Befälen hade försökt ta en genväg över reven. Skeppet läckte olja som skadade de sköra korallerna och eventuellt kunde även giftig färg ha skrapats av från skeppet och ställt till med skador. Det bedömdes kunna ta tjugo år för skadorna att läka.

## Stora barriärrevets betydelse för människan
Stora barriärrevet har varit känt och använt av aboriginer och torressundöbor. Aboriginer har bott i området i minst 40 000 år, och Torressundöbor sedan cirka 10 000 år. För dessa omkring 70 klangrupper är revet också en betydelsefull kulturell företeelse.
År 1768 upptäckte Louis de Bougainville revet under ett utforskningsuppdrag, men gjorde inget franskt anspråk för området. Den 11 juni 1770 gick HM Bark Endeavour, förd av upptäcktsresanden James Cook, på grund på revet och fick omfattande skador. Genom att lätta skeppet och dra det från grunden under en inkommande flodvåg lyckades de rädda skeppet. En av de mest välkända skeppsvraken på revet var HMS Pandora som sjönk den 29 augusti 1791 och 35 miste livet. Queensland Museum har lett arkeologiska utgrävningar av Pandora sedan 1983.
År 1975 grundades Great Barrier Reef Marine Park av de australiska myndigheterna, som administreras av GBRMPA (Great Barrier Reef Marine Park Authority), vilket bevakar och arbetar med frågor rörande områdets bevarande och nyttjande.

### Turism
På grund av dess väldiga biologiska mångfald, det varma vattnet och tillgängligheten genom turistbåtarna är revet ett mycket populärt resmål, speciellt för dykare. De turister som besöker Stora barriärrevet är koncentrerade runt Whitsundayöarna och Cairns-regionen på grund av deras tillgänglighet. Dessa utgör sju procent av naturreservatet area. Whitsundayöarna och Cairns har egna förvaltningsplaner. Många städer längs med Queenslands kust erbjuder dagliga båtturer. Flera kontinentalöar och korallrevsöar är nu rekreationsorter, däribland Lady Elliot Island.

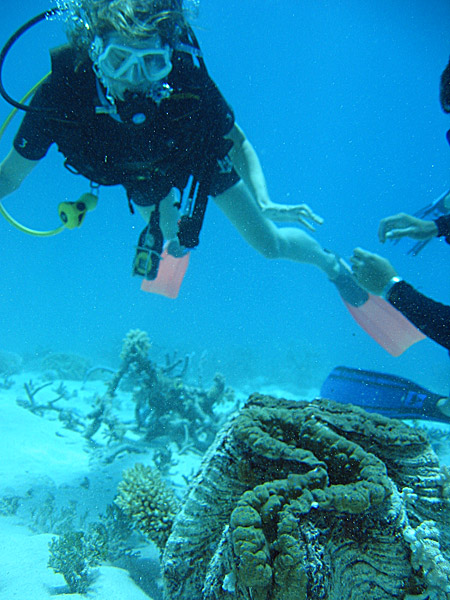
En dykare tittar på en Tridacna gigas (jättemussla) på Stora barriärrevet

Inhemska turister utgjorde huvuddelen av regionens turister år 1996 och den populäraste tiden för att besöka regionen var under den australienska vintern. Vid den tidpunkten uppgick de årliga turistinkomsterna till Stora barriärrevet till A$776 miljoner.
Kommersiella aktiviteter kopplade till det Stora barriärrevet är den största inkomstkällan i regionen och år 2003 beräknade turismen generera över A$4 miljarder årligen. En beräkning från 2016 satte summan till AU$6,4 miljarder årligen med totalt 64 000 jobb kopplade till Stora barriärrevet. Uppskattningsvis två miljoner personer besöker revet årligen. Även om de flesta av besöken sker i resor anordnade av turistindustrin finns det en oro hos allmänheten att turismen är skadlig för det Stora barriärrevet.
Ett flertal typer av båtturer erbjuds, från endagsturer till längre resor. Båtstorlekarna varierar från dinge till motoryachter. Båtar med glasbotten och undervattensobservatorier samt helikopterturer är populära.
Turistförvaltningen vid Stora barriärrevet strävar efter att göra turismen ekologiskt hållbar och en daglig avgift tas från besökande turister. Pengarna går till daglig skötsel av den marina parken. Denna avgift drog sammantaget in AU$8 miljoner till Great Barrier Reef Marine Park Authoritys (GBRMPA) budget.